# ضياء محجوب
ضياء الدين محجوب موسى كانو، (30 مايو 1995 - )، لاعب كرة قدم سوداني محترف، يلعب حالياً كلاعب وسط في المريخ السوداني ومنتخب السودان لكرة القدم.

## المسيرة المهنية
بدأ مسيرته في نادي الإمتداد في العاصمة الخرطوم. ثم انتقل إلى الأمل عطبرة وأخيراً إلى المريخ.
دولياً لعب مباراته الأولى مع المنتخب السوداني في مباراة ودية ضد إريتريا في 25 يناير 2020، والتي انتهت بالفوز 1-0. كما تم استدعاؤه للمشاركة مع المنتخب في كأس الأمم الأفريقية 2021.

## وصلات خارجية
- (بالعربية)
- ضياء محجوب على موقع National Football Teams (بالإنجليزية)